# Município de Wolfscrape (condado de Duplin, Carolina do Norte)
O município de Wolfscrape (em inglês: Wolfscrape Township) é um localização localizado no  condado de Duplin no estado estadounidense da Carolina do Norte. No ano 2010 tinha uma população de 3.267 habitantes.

## Geografia
O município de Wolfscrape encontra-se localizado nas coordenadas 35° 07′ 33,59″ N, 77° 59′ 07,95″ O.